# مارك جوناس
مارك جوناس (بالإنجليزية: Mark Jonas)‏ (17 أكتوبر 1974 بواشنطن العاصمة في الولايات المتحدة - ) هو مدرب كرة قدم ولاعب كرة قدم أمريكي في مركز الوسط. شارك مع منتخب الولايات المتحدة لكرة القدم. أما مع النوادي، فقد لعب مع فيرجينيا بيتش مارينرز ونادي شمال كارولاينا وريتشموند كيكرز وSalem City FC ‏ وCleveland Crunch ‏ وفيلادلفيا كيكس ‏.

## وصلات خارجية
- مارك جوناس على موقع قاعدة بيانات كرة القدم.إي يو (الإنجليزية)